# Mudar Ramadan
Mudar Ramadan (ur. 1986 w Aleppo) – syryjski reżyser oraz aktor filmowy i telewizyjny.

## Życiorys
Mudar urodził się w Aleppo, w Syrii. Od 2015 do 2017 roku brał udział w szkoleniach aktorskich w teatrze Al Hamra w Tunis. Studiował na Wyższym Instytucie Sztuk Dramatycznych (ang. Higher Institute of Dramatic Arts, arab. ‏الْمَعْهَدُ الْعَالِي لِلْفُنُونِ الْمَسْرَحِيَّةِ‎) w Damaszku. W 2017 lub 2019 roku przeprowadził się do Berlina.

## Kariera
Od 2009 roku występuje w sztukach teatralnych. Mudar wyreżyserował wiele sztuk w Syrii, Tunezji i Niemczech, wystąpił w wielu filmach i serialach. W Berlinie jest współzałożycielem grupy Transculture Arts. W Niemczech wystąpił w 2021 roku po raz pierwszy w filmowej produkcji.

## Filmografia

### Filmy
| Rok  | Tytuł                             | Rola              | Źr.         |
| ---- | --------------------------------- | ----------------- | ----------- |
| 2021 | Zimmer 111                        | Ali Amran         | [ 2 ] [ 4 ] |
| 2023 | Haben wir das Ertrinken überlebt? | We własnej osobie | [ 2 ] [ 4 ] |
| 2023 | Salty Tongues                     | Ramez             | [ 2 ] [ 4 ] |
| 2023 | Die Schattenjäger                 | Tłumacz           | [ 4 ]       |
| 2025 | Das Licht                         | Karim             | [ 2 ] [ 4 ] |

### Seriale
| Rok  | Tytuł    | Rola    | Źr.         |
| ---- | -------- | ------- | ----------- |
| 2022 | Unwanted | Muammar | [ 2 ] [ 4 ] |

## Teatr
| Rok       | Tytuł              | Reżyseria          | Rola           | Źr.   |
| --------- | ------------------ | ------------------ | -------------- | ----- |
| 2009      | Who is dead        | Housam Jadou       | Rasheed Ogli   | [ 3 ] |
| 2010      | Computer Adventure | Housam Hamoud      | Twardy dysk    | [ 3 ] |
| 2010      | Sibaoueh           | Housam Hamoud      | Sibaoueh       | [ 3 ] |
| 2017      | Robinson Cross     | India Maria Roth   | Robinson Cross | [ 3 ] |
| 2019      | Identitäten        | India Maria Roth   | Georg          | [ 3 ] |
| 2019      | Frülige Weinberg   | Christian Philips  | Żyd            | [ 3 ] |
| 2020-2021 | Neuland            | Christiane Richers | Mudar          | [ 3 ] |
| 2022-2023 | Immer Meer         | Marcel Weinand     | Mudar          | [ 3 ] |